# Jean-Michel Godart
Pour les articles homonymes, voir Godart.
Jean-Michel Godart, né le 20 juillet 1953 à Maisnil-lès-Ruitz (Pas-de-Calais), est un gardien de but français de football.

## Carrière

### Origine
Jean-Michel Godard se définit comme un enfant des Corons. Son père était mineur de fond, mort à 56 ans de la silicose.

### Joueur (1974-1989)
En 1973, Jean-Michel Godart signe à Nœux-les-Mines, alors en Division 3. Il y reste 10 ans, dont quatre sous les ordres de Gérard Houllier qui commence sa carrière d'entraîneur. Champion de France de D3, il accède à la Division 2 avec son club en 1976, et frôle l'accession à la D1. En avril 1977 il est sélectionné en équipe de France amateurs, aux côtés du Guingampais Guy Stéphan et de son futur coéquipier lavallois Roger Bertin. En 1982, il remporte le trophée France football du joueur de l'année pour la Division 2.
En 1983, il quitte Nœux-les-Mines pour Laval, où il remplace l'international Jean-Pierre Tempet, parti à Lens. Il signe alors son premier contrat de stagiaire professionnel, à l'âge de 30 ans. L'équipe est entraînée par Michel Le Milinaire, et est à l'époque dans le haut du tableau en Division 1. Il est l'un des héros de l'épopée européenne du Stade lavallois en 1983, décisif lors de la double confrontation avec la grande équipe du Dynamo de Kiev de Zavarov et Blokhine, qui le félicita pour son match. Le match aller en URSS se solda par un flatteur score de 0-0, puis les courageux lavallois sortirent vainqueurs du match retour grâce à José Souto inscrivant l'unique but de la partie dans un stade Francis-Le-Basser archi-comble pour l'occasion.
Il déclara à la suite du match aller contre Kiev : « Ils nous ont pris pour des Schtroumpfs, on les a bien schtroumpfés ! », une phrase qui lui vaudra le surnom de « Grand Schtroumpf ». « Nous sommes peut-être les smicards de la 1re Division mais nous avons su nous défoncer (…) Nous avons su tenir jusqu’au bout et qu’en ce sens il faut rendre hommage non seulement à toute l’équipe mais encore au public. Fantastique. Je ne crois pas trop exagérer en disant que c’est lui qui nous a tenu le match pendant le dernier quart d’heure ».
En octobre 1984 il remporte la Coupe de la Ligue avec le Stade lavallois, battant l'AS Monaco en finale. Titulaire, il se blesse gravement en 1985, et est remplacé par Stéphane Osmond. De retour après sa blessure, il ne revient pas à son niveau antérieur, et résilie son contrat en 1988. Il arrête alors sa carrière professionnelle.
En 2002, les supporters lavallois l'élisent dans les 22 joueurs du siècle du club mayennais.

### Entraîneur (1986-2014)
Après sa carrière de joueur, il se reconvertit en tant qu'entraîneur. Il est de 1986 à 1989 l'entraîneur de l'équipe juniors de La Brûlatte, qu'il emmène jusque dans les poules de qualification de la Coupe Gambardella en 1989, notamment face à l'INF Clairefontaine et l'US Orléans, un authentique exploit pour un village de 600 habitants. Devenu directeur des ressources humaines de la Ville de Sablé, il est de 1989 jusqu'au mois d'octobre 1995 l'entraîneur du Sablé Football Club. Il entraîne par la suite les gardiens du Stade lavallois de 2005 à 2006, en parallèle de son poste d'entraîneur de l'Ancienne de Château-Gontier (2000-2006). Il entraîne le RC Flèchois de 2006 à 2007 puis Chantenay-Villedieu de 2007 à 2009. De 2009 à 2012, il entraîne la Patriote brûlonnaise, club de la Ligue du Maine de football évoluant en DH puis en DSR, puis devient entraîneur des gardiens à La Suze.
A l'issue de sa carrière, il se découvre une nouvelle passion pour la boule de fort, qu'il pratique au sein de l'Étoile sabolienne.

## Palmarès
- Vainqueur de la Coupe de la Ligue en 1984 avec le Stade lavallois.
- Champion de France de Division 3 en 1976 avec l'US Nœux-les-Mines.